# Trevon Duval
Trevon Tyler Duval (New Castle, 3 de agosto de 1998) es un baloncestista estadounidense que pertenece a la plantilla del Manisa BB de la Basketbol Süper Ligi de Turquía. Con 1,88 metros de estatura, juega en la posición de base.

## Trayectoria deportiva

### Primeros años
Sus dos primeros años de instituto los pasó en el Saint Benedict's Preparatory School de Newark (Nueva Jersey). En su año sophomore llevó a su equipo a la final estatal, donde consiguió 25 puntos y 8 asistencias. En septiembre de 2015 fue transferido al Advanced Preparatory International en Dallas, Texas, donde coincidió con otro de los mejores jugadores en etapa de instituto, Terrance Ferguson.
Al año siguiente fue transferido a la IMG Academy de Florida, donde en su última temporada de instituto promedió 16,1 puntos y 7,5 rebotes por partido.
Fue elegido para diputar los prestigiosos McDonald's All-American Game y el Jordan Brand Classic.

### Universidad
Jugó una temporada con los Blue Devils de la Universidad de Duke, en la que promedió 10,3 puntos, 2,0 rebotes, 5,6 asistencias y 1,5 robos de balón por partido.
Tras finalizar su participación en el Torneo de la NCAA anunció que renunciaba al resto de su carrera universitaria para entrar en el Draft de la NBA de 2018.

#### Estadísticas
| Año     | Equipo | PJ | PT | MPP  | %TC  | %3P  | %TL  | RPP | APP | ROB | TPP | PPP  |
| ------- | ------ | -- | -- | ---- | ---- | ---- | ---- | --- | --- | --- | --- | ---- |
| 2017–18 | Duke   | 37 | 34 | 29.7 | .428 | .290 | .596 | 2.0 | 5.6 | 1.5 | .1  | 10.3 |
| Total   | Total  | 37 | 34 | 29.7 | .428 | .290 | .596 | 2.0 | 5.6 | 1.5 | .1  | 10.3 |

### Profesional
Tras no ser elegido en el Draft de la NBA de 2018, disputó las Ligas de Verano con los Houston Rockets, participando en cinco partidos en los que promedió 9,2 puntos y 1,8 rebotes. El 24 de julio firmó un contrato dual con Milwaukee Bucks y su filial en la G League, los Wisconsin Herd.
En abril de 2023 se incorporó a los Metros de Santiago de la Liga Nacional de Baloncesto de República Dominicana.
El 17 de noviembre de 2023 se anunció su incorporación al Manisa Büyükşehir Belediyespor de la Basketbol Süper Ligi de Turquía.

## Estadísticas de su carrera en la NBA

### Temporada regular
| Año     | Equipo    | PJ | PT | MPP | %TC  | %3P   | %TL  | RPP | APP | ROB | TPP | PPP |
| ------- | --------- | -- | -- | --- | ---- | ----- | ---- | --- | --- | --- | --- | --- |
| 2018-19 | Milwaukee | 3  | 0  | 2.0 | .667 | 1.000 | .000 | .3  | .7  | .0  | .0  | 1.7 |
| Total   | Total     | 3  | 0  | 2.0 | .667 | 1.000 | .000 | .3  | .7  | .0  | .0  | 1.7 |

### Redes sociales
- Trevon Duval en Instagram
- Trevon Duval en X (antes Twitter)

- Datos: Q28839932
- Multimedia: Trevon Duval / Q28839932